# Gilles Maillard
Gilles Maillard est un musicien français de la fin du XVIe siècle.

## Biographie
Rien n'est encore connu de sa vie, sauf qu'il est, selon Antoine du Verdier, natif de Thérouanne en Picardie. Il semble avoir été un compositeur assez prolifique, dans la mouvance du renouveau catholique de la fin du XVIe siècle.

## Œuvres
- La Bibliothèque françoise de Du Verdier précisait en 1585 qu'il avait écrit un livre intitulé la Musique, contenant plusieurs chansons françoises à quatre, cinq & six parties, imprimé à Lyon, par Jean de Tournes, 1581[1]. Cette édition est perdue mais elle est attestée par plusieurs mentions dans des inventaires de collections ou des catalogues de libraires (1649, 1659, 1670).
- Sonnets spirituels de Jacques de Billy, à quatre parties, cités par Du Verdier comme restés manuscrits.
- Chansons spirituelles de révérendissime Archevêque de Lyon, Pierre d'Épinac, à quatre parties, citées par Du Verdier comme restés manuscrites.
- Plusieurs oraisons en latin, introït, magnificat, les vêpres, Te Deum laudamus à quatre, cinq, six parties. cités par Du Verdier comme restés manuscrits.
- Plus quelques psalmes de David, en latin, à quatre parties, cités par Du Verdier comme restés manuscrits.
- Chansons de Ronsard mises en musique : mention donnée par Antoine-René de Voyer de Paulmy d'Argenson dans les Mélanges tirés d'une grande bibliothèque vol. 30 p. 240.